# Shang Zu Xin
Shang Zu Xin, var en kinesisk monark. Han var kung av Shangdynastin 1341–1328 f.Kr.